# Certificat de civisme

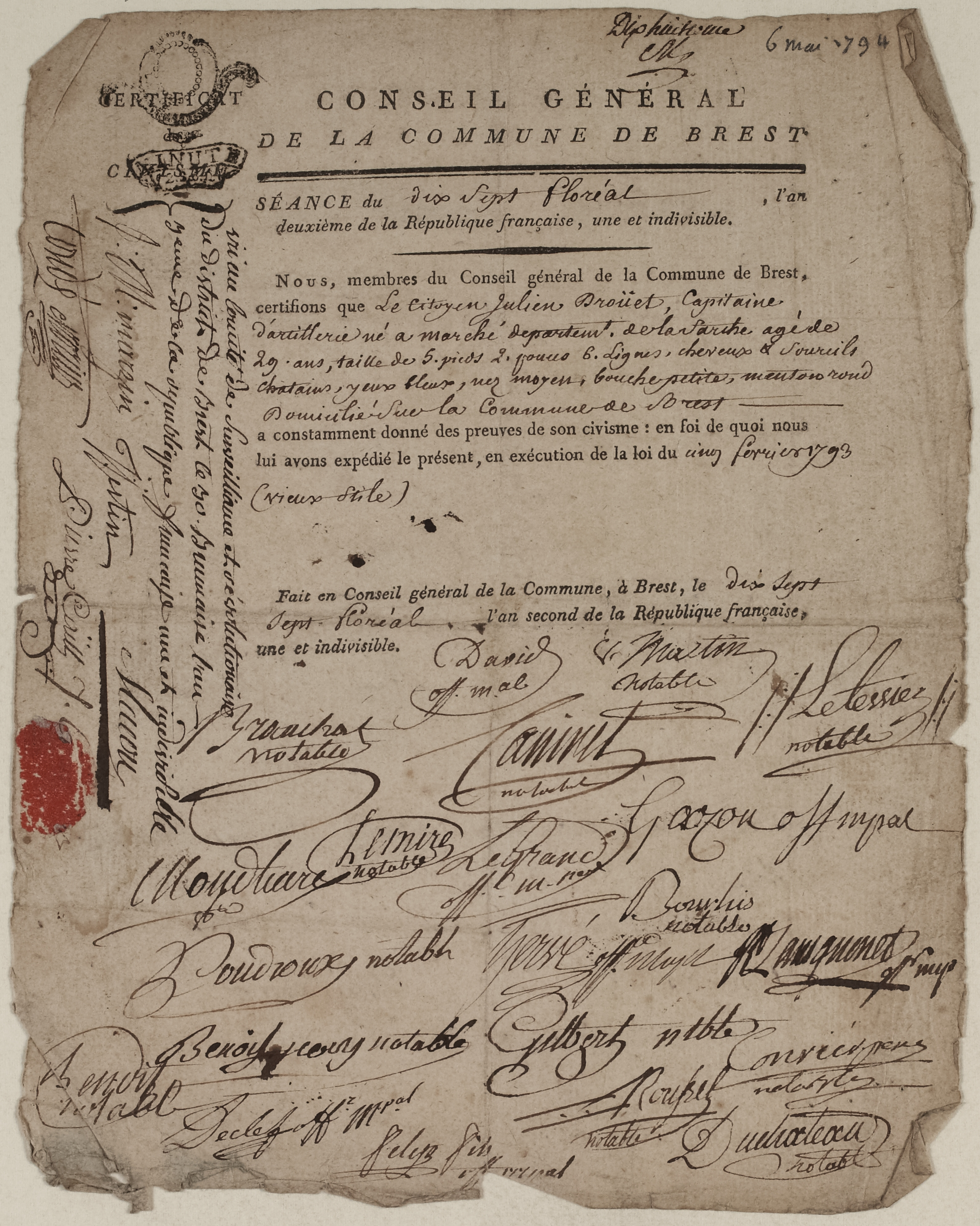
Un certificat de civisme emesso nel 1793

Durante la rivoluzione francese il certificat de civisme, rilasciato dal Consiglio generale della Comune di Parigi, certificava che il possessore aveva assolto ai propri doveri civici: rappresentava in qualche maniera un'attestazione di buona condotta e di ortodossia politica.
Veniva rilasciato principalmente ai responsabili degli affari pubblici, ma durante il regime del Terrore in molti ne fecero richiesta.
Venne abolito all'inizio di settembre del 1795.